# Cotinga cuagrisa
La cotinga cuagrisa (Snowornis subalaris) és un ocell de la família dels cotíngids (Cotingidae).

## Hàbitat i distribució
Habita els boscos dels Andes del sud-est de Colòmbia, est de l'Equador i nord i cente del Perú.